# Shorttrack (motorsport)
Shorttrack racing is een tak van de motorsport die voornamelijk in de Verenigde Staten populair is. 
Shorttrack wordt als de leerschool voor dirttrack beschouwd. Er wordt gereden op 400 m. banen met motoren van maximaal 600 cc, bij voorkeur Rotax-eencilinders. Omdat de linkervoet steeds over de grond sleept zitten rem- en schakelpedaal beide rechts.